# Срђан Вуловић
Срђан Вуловић (1965) српски је политичар. Био је председник општине Зубиног Потока од 2019. до новембра 2022. године, када је напустио функцију услед колективног протеста представника Српске листе, који су напустили институције Косова због одлуке владе у Приштини о замени српских регистарских таблица косовским, као и због суспензије директора Регионалне полиције севера Косова Ненада Ђурића. Он је такође био посланик у Народној скупштини Србије од 1997. до 2001. године.

## Пословна каријера
Вуловић је дипломирани инжењер саобраћаја. Био је запослен у компанији Ибар, која управља производњом енергије на језеру Газиводе. Власништво и управљање над језером и његовим ресурсима предмет су спора између Србије и Републике Косово, а Вуловић је тврдио да право управљања језером припада Србији.

## Политика

### Парламентарац
Вуловић је освојио четврто место на изборној листи Социјалистичке партије Србије (СПС) на парламентарним изборима 1997. године. Листа је освојила пет од седам мандата у Косовској Митровици, а Вуловић је био уврштен у посланичку делегацију СПС-а на заседању Народне скупштине у децембру 1997.
На парламентарним изборима у Србији 2000. године, одржаним у децембру те године, Срђан је био на двадесет осмој позицији на листи Социјалистичке партије Србије. Листа је освојила тридесет седам места и Срђан није изабран за мандатара. Мандат му је престао конституисањем новог скупштинског сазива у јануару 2001. године.

### Локална политика
Вуловић је у новинском натписима из децембра 2000. године навођен као председник Скупштине општине Зубин Поток, позиција која је у Србији била призната као еквивалентна градоначелнику. У овом својству, помогао је да се олакша дистрибуција гласачког материјала међу заједницама косовских Срба на парламентарним изборима 2000. године.
Као и већина српских политичара на Косову, Срђан Вуловић се оштро противи проглашењу независности Косова и сматра да је Косово суверена територија Србије. Он је 2008. године наговестио да заједнице косовских Срба неће дозволити властима у Приштини да поново успоставе контролне пунктове на граници са централном Србијом, и да ће заједнице наставити да сарађују са Мисијом привремене администрације Уједињених нација на Косову (УНМИК) и Косовским снагама (КФОР), у складу са Резолуцијом 1244 Савета безбедности Уједињених нација.

#### Председник општине Зубин Поток
Владе Србије и Косова делимично су нормализовали своје односе према Бриселском споразуму из 2013. године, што је, између осталог, довело до поновног учешћа српске заједнице на северу Косова у широј политици Косова. Споразум се није бавио статусом Косова, а Влада Србије сматра да су тренутни органи власти на Косову привремени.
У новембру 2018. градоначелници Зубиног Потока и три друге претежно српске општине на северу Косова поднели су оставке у знак протеста због увођења таксе од 100 одсто на робу из Србије од стране косовске владе  Вуловић се кандидовао као кандидат Српске листе на накнадним допунским изборима за градоначелника Зубиног Потока; он је гласање описао као својеврстан референдум о томе колико ће Србија бити присутна на Косову и позвао на високу излазност бирача. Вуловић је однео убедљиву победу и 19. маја 2019. године је изабран за председника општине.
Убрзо након избора, Вуловић је критиковао Косовску полицију због упада у Зубин Поток под окриљем кампање против шверца, тврдећи да ухапшени немају везе са сиве економије и да је полиција својим радњама причинила значајну имовинску штету.
У априлу 2021. године потписао је уговор о братимљењу између Зубиног Потока и Градишке у Републици Српској, Босна и Херцеговина.
Поново је изабран за исту позицију, на косовским локалним изборима 2021. године. Функцију је напустио услед колективног протеста представника Српске листе, који су напустили институције Косова због одлуке владе у Приштини о замени српских регистарских таблица косовским, као и због суспензије директора Регионалне полиције севера Косова Ненада Ђурића.

## Напомена
1. ↑  Република Косово једнострано је проглашена држава на територији Републике Србије, противно Уставу Републике Србије и Резолуцији Савета безбедности Уједињених нација 1244. Према Резолуцији, цела територија Косова и Метохије, правно гледано, налази се у саставу Србије док не буде постигнуто коначно решење. Србија не признаје једнострано отцепљење, по међународном праву, њене територије, прецизније аутономне покрајине под привременом управом Уједињених нација (УНМИК). Влада са седиштем у Приштини има дефакто власт над већином територије, док поједине структуре Србије функционишу на северу и у српским енклавама.